# Sammy Lee (Choreograf)
Sammy Lee (eigentlich Samuel Levy, * 26. Mai 1890 in New York City, New York, USA; † 30. März 1968 in Los Angeles, Kalifornien, USA) war ein US-amerikanischer Tänzer, Choreograf und Filmregisseur von Kurzfilmen.

## Leben
Schon als Kind war Sammy Lee ein begeisterter Tänzer und trat in Kindervorstellungen auf. Später bildete er mit Ruby Norton für sechs Jahre das Tanzduo Norton & Lee. 1920 begann er damit, die Choreografie von Bühnenshows am Broadway zu übernehmen. 1927 wurde er zum Tanzdirektor der sehr erfolgreichen Ziegfeld Follies. Produzent Ziegfeld ließ Lee an seinen erfolgreichen Produktionen Showboat, Rio Rita und Midnight Frolics arbeiten.
1929 unterzeichnete Sammy Lee einen Vertrag mit Metro-Goldwyn-Mayer. Sein erster Film war das Musical The Hollywood Revue of 1929. 1930 verließ er das Studio wieder um weiterhin an Theatermusicals zu arbeiten. 1933 kehrte Lee dann nach Hollywood zurück, diesmal jedoch zur 20th Century Fox. Nun stellte sich auch der Erfolg ein. U. a. arbeitete Lee an dem bekannten Musical Ich tanze nur für Dich (Dancing Lady). Zwei Mal wurde er für einen Oscar in der ehemaligen Kategorie Beste Tanzregie nominiert, 1936 für King of Burlesque und 1938 für Ali Baba geht in die Stadt. 1937 ging er wieder zurück zu MGM. Hier arbeitete er nicht nur als Tanzdirektor für Filmmusicals. Bei 20 Kurzfilmen führte er auch Regie. 1944 und 1945 wurde er auch an andere Studios, wie z. B. Columbia Pictures, ausgeliehen. Seine letzte Filmarbeit legte er 1945 für Paramount Pictures ab (Banditen ohne Maske).
Im Alter von 77 Jahren verstarb Sammy Lee am 30. März 1968 in Woodland Hills in Los Angeles.